# Erika Mann (schrijver)
Erika Julia Hedwig Mann (München, 9 november 1905 – Zürich, 27 augustus 1969) was een Duitse actrice, journaliste en schrijfster. Ze was de oudste dochter van de Duitse schrijver en Nobelprijswinnaar Thomas Mann en zijn vrouw Katia Mann (geboren Pringsheim)

## Leven
Erika Mann volgde begin jaren twintig theaterstudies in München en verzeilde vervolgens in het Duitse theater- en filmmilieu. Ze huwde in 1926 met de Duitse acteur Gustaf Gründgens, van wie ze in 1929 scheidde. Ze maakte in 1927 een wereldreis met haar broer Klaus. Begin 1933 richtte ze met Klaus, Therese Giehse en musicus Magnus Henning het antifascistische cabaret "Die Pfeffermühle" op. Enkele weken later verliet ze met de groep het land. Van 1934 tot 1936 toerde ze door Europa, waarbij ze in het voorjaar van 1935 succesvol optrad in Nederland met een ingehouden, maar voor de goede verstaander antifascistisch programma. In Zürich werden de optredens van "Die Pfeffermühle" verstoord door Zwitserse nationaalsocialisten, zodat alleen onder politiebescherming kon worden opgetreden. In 1936 kwamen ze terug naar Nederland, maar nu maakte het dagblad De Telegraaf er bezwaar tegen dat politieke vluchtelingen in de buurlanden van Duitsland "de geest van het Derde Rijk over de hekel haalden". De minister van Sociale Zaken, Marcus Slingenberg, besloot op voordracht van de Rijksdienst voor Werkloosheidsverzekering en Arbeidsbemiddeling de leden van het gezelschap geen werkvergunning meer te geven.

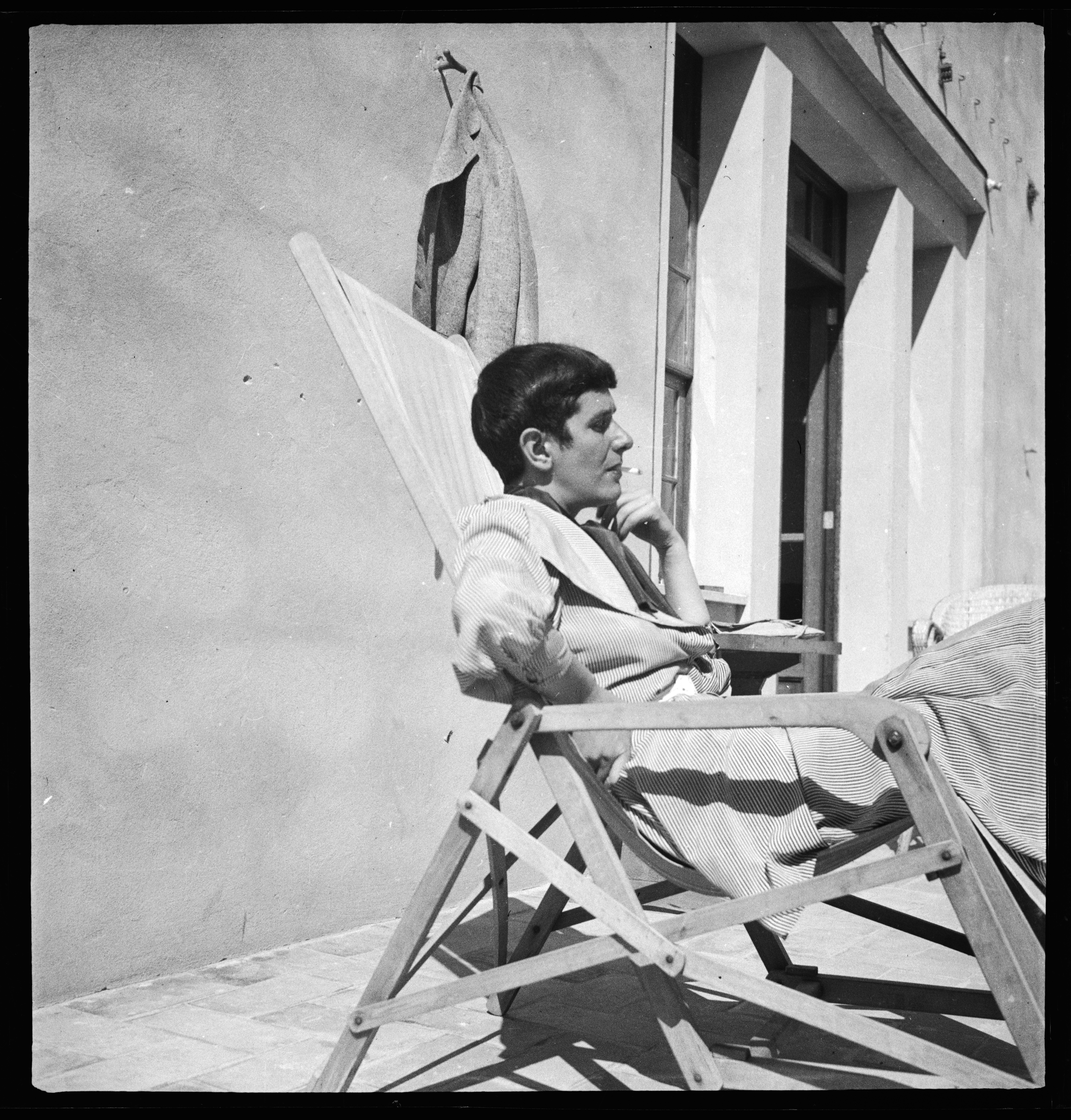
Erika Mann in Frankrijk, 1933

In de jaren twintig en dertig ging Mann enkele spraakmakende lesbische relaties aan, onder meer met de actrice Pamela Wedekind, met Therese Giehse en met de Zwitserse schrijfster Annemarie Schwarzenbach. In 1935 trouwde ze met de homoseksuele Engelse auteur W.H. Auden, ter verkrijging van een Brits paspoort, nadat het Duitse staatsburgerschap haar door de nazi's was ontnomen. Vanaf 1936 verbleef ze voornamelijk in de Verenigde Staten, maar de Engelstalige versie van "Die Pfeffermühle" ("The Pepper Mill"), bedoeld om de publieke opinie bewust te maken van de opkomst van de nazi's in Europa, sloeg niet aan bij het Amerikaanse publiek. Tijdens de Tweede Wereldoorlog werkte ze mee aan onder meer de “Duitslandprogramma's” van de BBC. Ook was ze actief voor het Emergency Rescue Committee, de hulporganisatie voor ballingen die voor de nazi's naar de VS waren gevlucht.

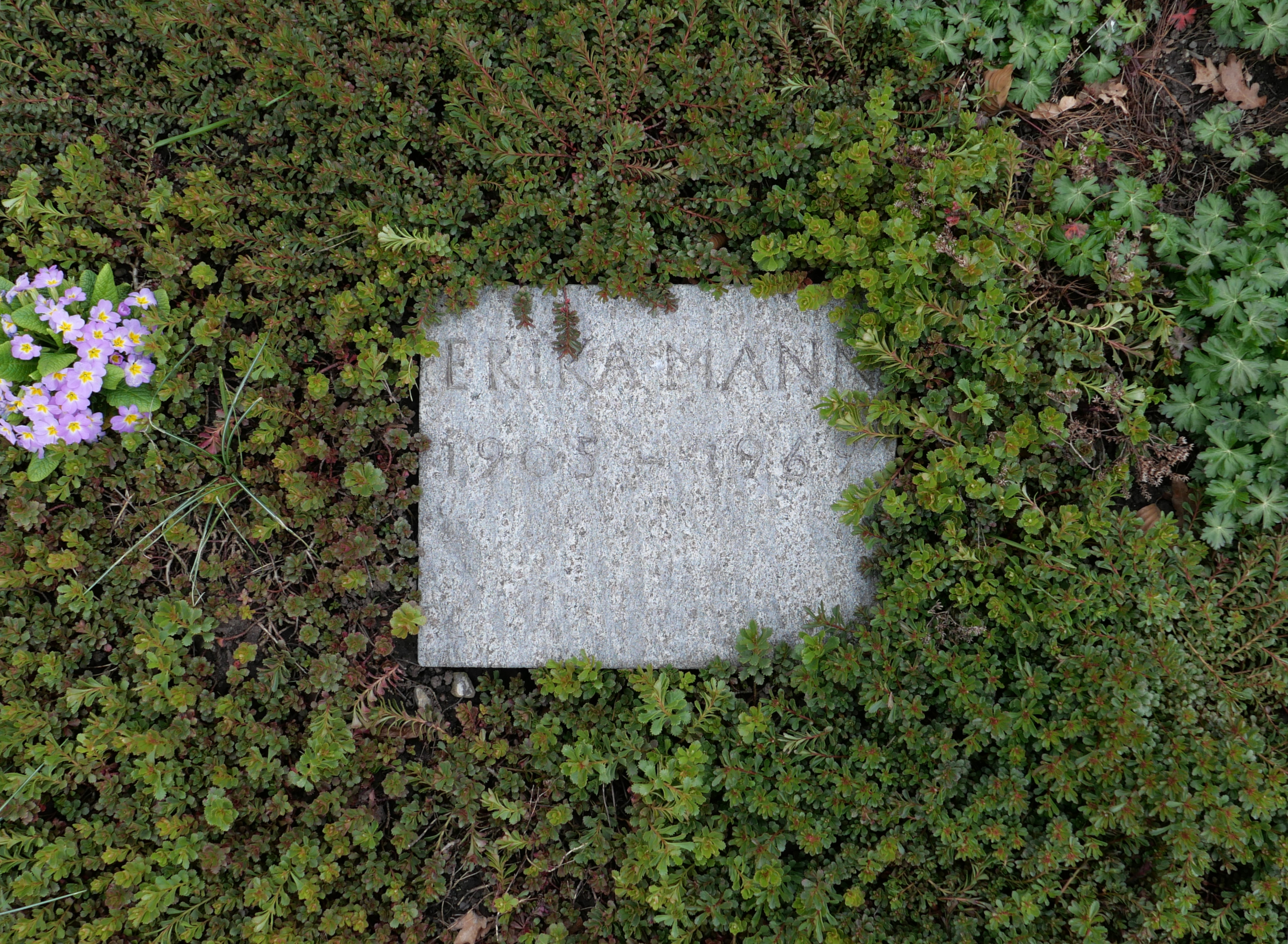
Het graf van Erika Mann in het familiegraf op de begraafplaats Kilchberg.

In 1949 geraakte Mann in een zware depressie na de zelfmoord van haar lievelingsbroer Klaus. In 1952 keerde ze met haar ouders terug naar Europa. Ze hielp daar vader bij zijn werk tot diens dood in 1955. Na zijn overlijden woonde zij bij haar moeder Katia. Erika Mann zelf overleed in 1969 te Zürich.

## Autobiografie
Erika Mann schreef belangwekkend autobiografisch werk, waarin ze op levendige wijze de relatie en onderlinge verbondenheid met haar vader beschrijft. Een selectie hieruit werd in Nederland gepubliceerd onder de titel Mijn vader de tovenaar, binnen de reeks Privé-domein van De Arbeiderspers. Het slot van dit boek wordt gevormd door Het laatste jaar, het geschrift dat zij in 1956 publiceerde onder de titel Das letzte Jahr. Bericht über meinen Vater.